# SO-DIMM

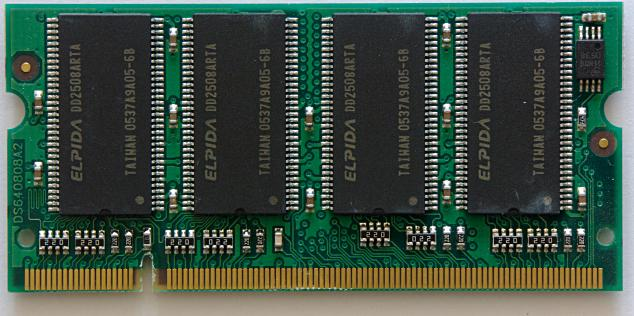
PC2700 200-pin SO-DIMM

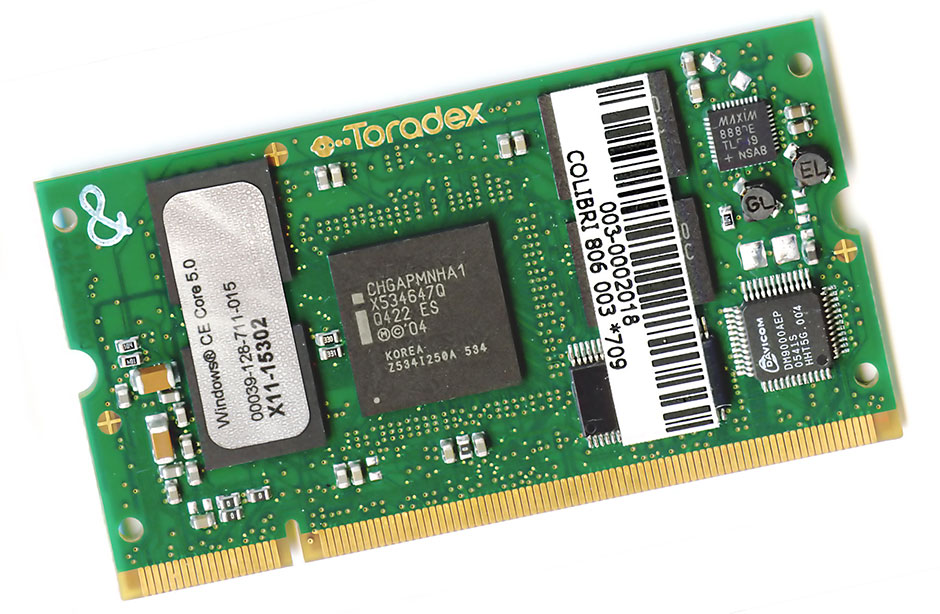
Toradex Colibrí con un Intel XScale Monahans PXA29X

Comparativa entre memorias SO-DIMM

Los SO-DIMM (small outline dual in-line memory module) consisten en una versión compacta de los módulos de memoria con contactos duales (DIMM) convencionales. Debido a su tamaño más compacto, estos módulos de memoria suelen emplearse en computadores PDA y portátiles, aunque se usan para sustituir a los SIMM/DIMM en impresoras de gama alta y tamaño reducido y en equipos con placa base en formato Mini-ITX.
Los SO-DIMM tienen 100, 144 o 200 pines. Los de 100 pines disponen de transferencias de datos de 32 bits, mientras que los de 144 y 200 lo hacen a 64 bits. Estas últimas se comparan con los DIMM de 168 pines (que también realizan transferencias de 64 bits). A simple vista se diferencian porque las de 100 tienen dos hendiduras de guía, las de 144 una sola muesca casi en el centro y las de 200 una parecida a la de 144 pero más desplazada hacia un extremo.
Los SO-DIMM tienen más o menos las mismas características en voltaje y potencia que los DIMM corrientes, utilizando además los mismos avances en la tecnología de memorias. Existen DIMM y SO-DIMM con memoria PC2-5300 (DDR2  a 533/667 MHz) con capacidades de hasta 2 GiB y latencia CAS (de 2.0, 2.5 y 3.0).
Asimismo se han desarrollado ordenadores en una sola placa SO-DIMM como el Toradex Colibrí (basado en CPU Intel XScale y Windows CE 5.0).